# Daniel Stenderup
Daniel Stenderup (født 31. maj 1989) er en dansk fodboldspiller, der spiller for Hvidovre IF.

## Karriere
Stenderup startede som ungdomsspiller i Vanløse, men skiftede som 15-årig til Brøndby IF. Han fik dog først sin Superliga-debut i 2010.
Søndag den 9. marts 2017 scorede han i sin kamp nummer 100 sit første mål for Brøndby IF. Dette skete i 4-1 sejren over FC Nordsjælland.
Fredag den 25. juli 2014 skiftede han til Esbjerg fB. Den 13. januar 2015 forlængede han kontrakten med Esbjerg fB til sommeren 2017, men den 31. oktober 2016 blev det offentliggjort, at han fik sin kontrakt ophævet.
Han skiftede den 24. januar til FC Roskilde.